# فرانشيسكو جاباني
فرانشيسكو جاباني (بالإنجليزية: Francesco Gabbani)‏ هو مغني وكاتب أغاني إيطالي ولد في 9 سبتمبر 1982.

## وصلات خارجية
- فرانشيسكو جاباني على موقع IMDb (الإنجليزية)
- فرانشيسكو جاباني على موقع ميوزك برينز (الإنجليزية)
- فرانشيسكو جاباني على موقع أول ميوزيك (الإنجليزية)
- فرانشيسكو جاباني على موقع ديسكوغز (الإنجليزية)
- فرانشيسكو جاباني على موقع قاعدة بيانات الفيلم (الإنجليزية)